# Gonopode

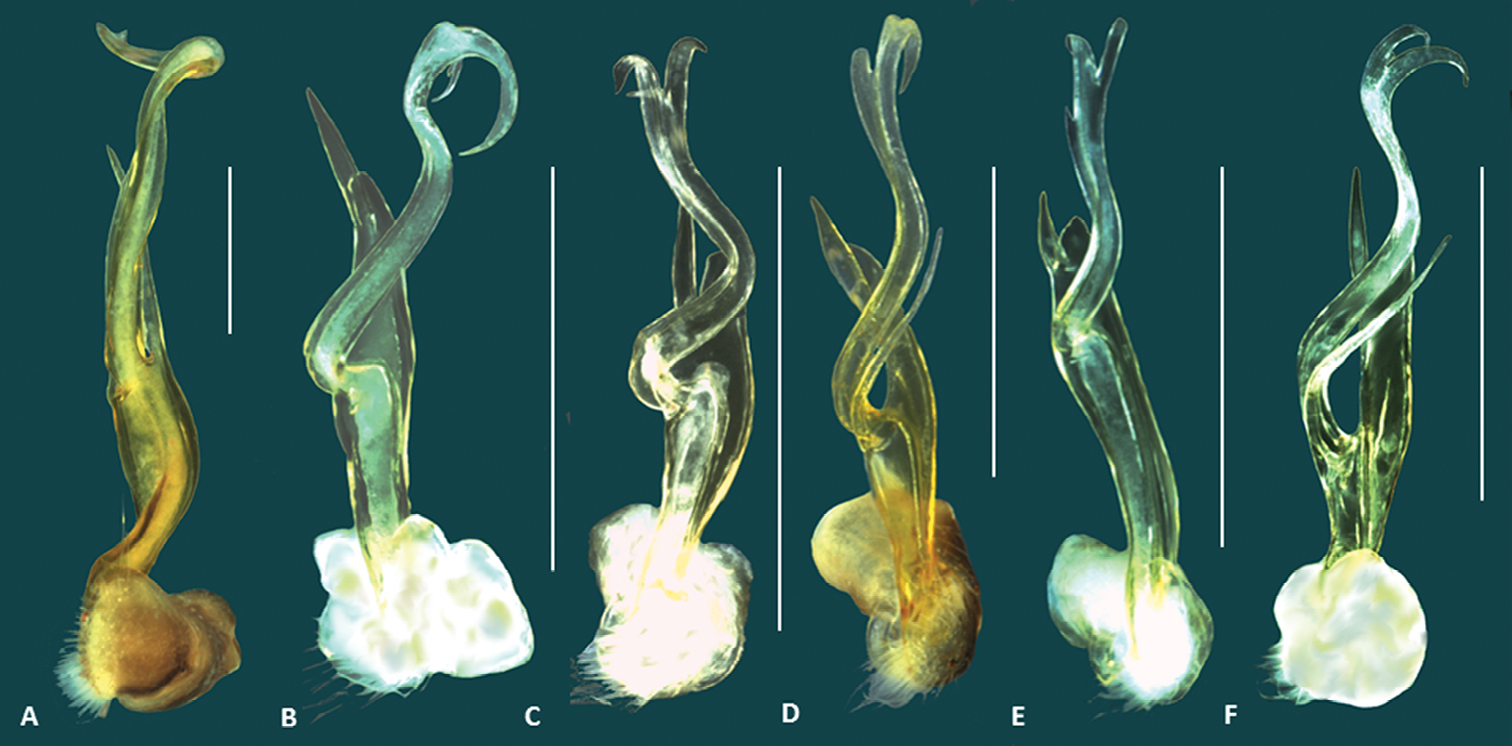
Gonopode de ', genre de mille-pattes.

Le gonopode est un organe reproducteur mâle issu d'une modification d'appendices qui sont originellement des pattes. Il est présent sur les myriapodes, des crustacés décapode, des insectes ainsi que des poissons appartenant à la famille des cyprinodontidés ovovivipares.